# Klô Pelgag
Klô Pelgag, nom de scène de Chloé Pelletier-Gagnon, est une auteure-compositrice-interprète, pianiste et guitariste originaire de Rivière-Ouelle au Québec. 

## Biographie
Née à Rivière-Ouelle dans le Bas-Saint-Laurent, Pelletier-Gagnon déménage, dès son jeune âge, à Sainte-Anne-des-Monts en Gaspésie, là où elle grandit et cultive ses talents musicaux.
Autodidacte, Klô Pelgag s'inspire, dès l'adolescence, de nombre d'artistes pour composer ses premières pièces: Boris Vian, Gilles Vigneault, Salvador Dali, René Magritte, Josée Yvon, Denis Vanier, André Breton, Claude Gauvreau, André Forcier, Jean-Claude Lauzon et Jacques Brel, entre autres,,.
Après ses études secondaires, elle se rend au Cégep de La Pocatière où elle y étudie les Arts et lettres, ainsi que le théâtre. Elle déménage ensuite à Montréal pour poursuivre sa carrière musicale.
Dès 2009, celle-ci commence à participer à de nombreux concours de musique émergente. Elle est lauréate du Cabaret du bout du monde en 2009 à Gaspé, gagnante du prix Richard-Desjardins à Ma Première Place-des-Arts en 2010, lauréate au Tremplin de Dégelis en 2010 , ainsi que finaliste au Festival International de la chanson de Granby en 2012.
Le 19 avril 2012, Klô Pelgag sort son premier EP intitulé EP, coréalisé par Yves Desrosiers.

### La révélation
Le 24 septembre 2013, Pelgag publie son premier album-studio, L'Alchimie des monstres, sous le label Abuzive Muzik. Sylvain Deschamps assure le rôle de co-réalisateur, une fonction qu'il occupe pour tous les albums de Pelgag. Mathieu David Gagnon (Flore Laurentienne), frère de Klô Pelgag, participe à l'arrangement musical, ainsi qu'à certaines orchestrations, notamment les cordes, le hautbois, le cor et le trombone. Le 13 octobre 2013 elle donne son premier concert en France dans le cadre intimiste de la Maison du Japon de la Cité Internationale Universitaire.
Grâce à la sortie de son album, celle-ci remporte le prix de la Révélation de l'année au 36e Gala des prix Félix, en plus d'être sélectionnée comme Révélation Radio-Canada pour l'année 2014-2015.
De plus en plus populaire en France, elle remporte, en 2014, le prix Barbara, ainsi que le Grand prix de la Francophonie remis par l’Académie Charles Cros en 2015. La même année, elle signe avec la maison d'édition Sony-ATV pour ses contrats en Europe francophone.
Le 12 décembre 2015, à l'occasion du dernier concert de la tournée L'Alchimie des monstres au Club Soda, à Montréal, elle décide se faire raser le crâne sur scène afin de sensibiliser le public aux actions de la fondation Leucan.

### La consécration:L'Étoile thoraciqueetNotre-Dame-des-Sept-Douleurs
En novembre 2016, Pelgag sort un nouvel album intitulé L'Étoile thoracique. Il lui vaudra plusieurs honneurs et reconnaissances: présence de l'album sur la longue liste du prix de musique Polaris en 2017, prix Rapsat-Lelièvre en Belgique, prix Félix-Leclerc de la chanson (volet québécois), et prix de la chanson SOCAN pour « Les ferrofluides-fleurs », co-écrite avec Karl Gagnon alias VioleTT Pi.
La même année, elle reçoit quatre Félix lors du 39e Gala des prix Félix : Album de l'année - Alternatif, Album de l'année - Choix de la critique, Réalisateur de disque de l'année (remis à Sylvain Deschamps) et Auteur-compositeur de l'année.

En 2020, Klô Pelgag publie son troisième album, Notre-Dame-des-Sept-Douleurs, sous le label Secret City Records. Cet album, nommé en hommage à Notre-Dame-des-Sept-Douleurs, une petite municipalité de l'Isle verte, dans le Bas-St-Laurent, trace une période plus sombre de la vie de l'artiste: « Si l’autrice-compositrice-interprète retourne à Notre-Dame-des-Sept-Douleurs dans son troisième album, c’est pour affronter ses démons. » Tel que le décrit Radio-Canada, 
Notre-Dame-des-Sept-Douleurs est un album à la fois mélancolique et lumineux, dont les chansons, qui mettent souvent de l’avant le piano, sont enrobées de riches arrangements de cordes.
Le célèbre critique musical et youtubeur Anthony Fantano publie une critique de Notre-Dame-des-Sept-Douleurs, une première pour un album francophone québécois. Dans celle-ci, il mentionne que « même si je ne pense pas que cet album soit parfait, il y a des tonnes de belles choses créatives à chaque coin de ce projet », valant à l'album un « fort 7 à un léger 8. »
En avril 2021, en raison de la pandémie de Covid-19, Klô Pelgag réalise un film-concert diffusé en ligne. Intitulée « Vivre : le spectacle spectral », cette œuvre reprend les chansons de son dernier album Notre-Dame-des-Sept-Douleurs, ainsi que des pièces de ses précédents albums. Ce spectacle lui vaudra le prix Félix du Spectacle (en ligne) de l'année.
Lors du 43e Gala des prix Félix, Klô Pelgag remporte un total de 13 prix Félix, ce qui égale le record établi par Céline Dion lors du Gala de 1985. Elle y gagne notamment les prix d'Auteure ou compositrice de l'année, de l'Album de l’année - Alternatif et de l'Album de l’année - Choix de la critique.
Le 13 août 2023, Klô Pelgag offre une performance au lever du soleil lors de la 19e édition du Festival Musique du Bout du Monde au Parc national de Forillon, à Gaspé. Un piano demi-queue centenaire a dû être déplacé au Cap-Bon-Ami pour cette performance.

### Abracadabra
En 2024, Pelgag publie Abracadabra, son quatrième album studio. Selon l'artiste, qui a entièrement réalisé l'album, l'œuvre est inspiré par un « désespoir postpandémique ». 
L'album est accueilli favorablement par les critiques. Elise Jetté de Radio-Canada explique que « le désir d’expérimentation est à la source du travail effectué sur cet album qui, sans déroger du son Klô Pelgag, le porte clairement à un autre niveau ». Bruno Coulombe du magazine culturel Exclaim! remarque, quant à lui, la force « de gros synthés juteux qui suggèrent un univers rétro-futuriste, un univers qui cherche à saisir magiquement la beauté du monde tout en étant conscient de sa fragilité ».  L'album est classé au sommet du palmarès des meilleurs albums de 2024 par le quotidien Le Devoir et par Louis-Philippe Labrèche du Canal Auditif. 
En 2025, Pelletier-Gagnon remporte le prix Juno de l'album francophone de l'année pour Abracadabra. Cet album est aussi nommé pour le prix de musique Polaris 2025. La même année, elle participe à la création de l'album collaboratif de Patrick Watson, Uh Oh.

## Vie privée
Klô Pelgag est en couple avec l'auteur-compositeur-interprète Violett Pi, avec qui elle a une fille. 
Elle est la petite-nièce du pianiste-compositeur André Gagnon.

## Prix et récompenses
- 2009 :
  - Lauréate du concours Le Cabaret du bout du monde qui la mènera aux Rencontres qui chantent (Vue sur la relève, Francofête Moncton, Petite-Vallée)
  - Lauréate du concours Fais-moi une scène de Carleton
- 2010 :
  - Lauréate du Tremplin de Dégelis
  - Lauréate du prix Richard Desjardins lors de Ma Première Place des Arts
  - Participation aux Rencontres d'Astaffort de l’automne (école de Francis Cabrel)
- 2011 :
  - Finaliste et lauréate de cinq prix au Festival international de la chanson de Granby (dont Festival d'été de Québec, Francofête en Acadie et les Rencontres d'Astaffort)
  - Prix Georges Dor (Chante en français)
- 2012 : Lauréate du Prix Miroir (Célébration de la langue française) au Festival d'été de Québec
- 2013 : Lauréate du prix des diffuseurs européens et du prix du Cirque du soleil lors de la Bourse RIDEAU
- 2014 :
  - Révélation de l'année 2014 à l'ADISQ[37]
  - 7 nominations au GAMIQ pour L'Alchimie des monstres
  - 6 nominations à l'ADISQ[38] pour L'Alchimie des monstres
  - Gagnante du grand prix LOJIQ 2014[39] (Les Offices jeunesse internationaux du Québec)
  - Révélation chanson Radio-Canada pour l'année 2014-2015[40]
  - Coup de cœur de l'académie Charles-Cros pour l'album l'Alchimie des monstres[41]
  - Finaliste pour "Best CDs of 2013" aux IAP (indie acoustic project)
  - Finaliste pour le prix Félix-Leclerc de la chanson 2014 [42]
  - Bourse MaxFACT pour la réalisation du clip Les corbeaux
- 2015 :
  - Récipiendaire du Prix Barbara remis par la ministre française de la culture Fleur Pellerin
  - Nomination aux Juno Awards dans la catégorie Album francophone de l'année
- 2016 : Récipiendaire du prix Dédé Fortin
- 2017 :
  - Lauréate de quatre prix Félix-Leclerc sur 11 nominations aux galas de l'ADISQ[38]
  - Lauréate du Prix de la chanson SOCAN, volet francophone, pour la pièce «Les ferrofluides-fleurs», coécrite avec Karl Gagnon alias VioleTT Pi.
  - L'Étoile thoracique fait partie de la longue liste du Prix Polaris
  - Lauréate du prix Félix-Leclerc de la chanson, volet québécois
  - Lauréate du prix Rapsat-Lelièvre pour l'album L’Étoile thoracique
- 2018 : Lauréate et récipiendaire du prix Félix-Leclerc de l’interprète féminine de l’année
- 2021 :
  - Nomination aux Juno Awards dans la catégorie Album francophone de l'année 2021
  - Lauréate aux Juno Awards dans la catégorie Album francophone, pochette de l'année
  - Nomination aux Chroniques lycéennes 2021-2022 de l'Académie Charles-Cros pour sa chanson J'aurai les cheveux longs de l'album Notre-Dame-des-Sept-Douleurs[43]
- 2022 :
  - Lauréate du Prix Luc-Plamondon, le prix de la fondation SPACQ (Société professionnelle des auteurs et des compositeurs du Québec)[44]
  - Lauréate «Spectacle de l’année» pour le spectacle Notre-Dame-des-Sept-Douleurs, Gala ADISQ[45]
  - Lauréate «pochette de l'année», Gala ADISQ
  - Nomination «Artiste de l’année – Rayonnement international», Gala ADISQ
  - Nomination «Interprète féminine de l’année», Gala ADISQ
  - Nomination «Mise en scène et scénographie de l’année» pour le spectacle Notre-Dame-des-Sept- Douleurs, Gala ADISQ
- 2025 :
  - Lauréate Album francophone de l'année pour Abracadabra, Juno Awards[46]

## Discographie

### Albums
2012: EP 